# 科尼茨伊格曼足球俱乐部
科尼茨伊格曼足球俱乐部，是波斯尼亚和黑塞哥维那实体之一波黑联邦黑塞哥維那-內雷特瓦州科尼茨市的职业足球俱乐部。该俱乐部参加波黑足球超级联赛的赛事。其主场为有五千个座位的科尼茨市立体育场。